# Mã vạch

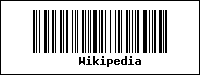
"Wikipedia" được mã hóa theo Code 128-B

Ví dụ về mã vạch 2D

Mã vạch là sự thể hiện thông tin trong các dạng nhìn thấy trên các bề mặt của sản phẩm, hàng hóa mà máy móc có thể đọc được. Nguyên thủy thì mã vạch lưu trữ dữ liệu theo bề rộng của các vạch được in song song cũng như của khoảng trống giữa chúng, nhưng ngày nay chúng còn được in theo các mẫu của các điểm, theo các vòng tròn đồng tâm hay chúng ẩn trong các hình ảnh. Mã vạch có thể được đọc bởi các thiết bị quét quang học gọi là máy đọc mã vạch hay được quét từ hình ảnh bằng các phần mềm chuyên biệt.
Nội dung của mã vạch là thông tin về sản phẩm như: Nước đăng ký mã vạch, tên doanh nghiệp, lô, tiêu chuẩn chất lượng đăng ký, thông tin về kích thước sản phẩm, nơi kiểm tra...

## Lịch sử
Ý tưởng về mã vạch được phát triển bởi Norman Joseph Woodland và Bernard Silver. Năm 1948 khi đang là sinh viên ở trường Đại học tổng hợp Drexel, họ đã phát triển ý tưởng này sau khi được biết mong ước của một vị chủ tịch của một công ty buôn bán đồ ăn là làm sao để có thể tự động kiểm tra toàn bộ quy trình. Một trong những ý tưởng đầu tiên của họ là sử dụng mã Morse để in những vạch rộng hay hẹp thẳng đứng. Sau đó, họ chuyển sang sử dụng dạng "điểm đen" của mã vạch với các vòng tròn đồng tâm. Họ đã gửi đến cơ quan quản lý sáng chế Mỹ 2,612,994 ngày 20 tháng 10 năm 1949 công trình Classifying Apparatus and Method (Thiết bị và phương pháp phân loại) để lấy bằng sáng chế. Bằng sáng chế đã được phát hành ngày 7 tháng 10 năm 1952.
Thiết bị đọc mã vạch đầu tiên được thiết kế và xây dựng bởi Woodland (khi đó đang làm việc cho IBM) và Silver năm 1952. Nó bao gồm một đèn dây tóc 500 W và một ống chân không nhân quang tử được sản xuất bởi RCA cho các phim có âm thanh (nó để in theo phương pháp quang học lên trên phim). Thiết bị này đã không được áp dụng trong thực tế: để có dòng điện đo được bằng các nghiệm dao động (oscilloscope) thì đèn công suất 500 W gần như đã làm cháy giấy có mẫu mã vạch đầu tiên của họ. Nó đã không được sản xuất đại trà. Năm 1962 họ bán sáng chế này cho công ty Philips, sau đó Philips lại bán nó cho RCA. Phát minh ra tia laser năm 1960 đã làm cho các thiết bị đọc mã vạch trở nên rẻ tiền hơn, và sự phát triển của mạch bán dẫn (IC) làm cho việc giải mã các tín hiệu thu được từ mã vạch có ý nghĩa thực tiễn. Đáng tiếc là Silver đã chết năm 1963 ở 38 tuổi trước khi có bất kỳ những gì thực tiễn thu được từ sáng chế này.
Năm 1972, cửa hàng Kroger ở Cincinnati thử nghiệm việc sử dụng đầu đọc mã vạch điểm đen, với sự trợ giúp của RCA. Không may là các mã vạch điểm đen rất dễ nhòe khi in, và thử nghiệm đã không thu được thành công nào đáng kể. Cùng thời gian đó, Woodland ở IBM đã phát triển mã vạch tuyến tính được chấp nhận vào ngày 3 tháng 4 năm 1973 như là Mã sản phẩm chung (tiếng Anh: Universal Product Code, hay UPC). Vào ngày 26 tháng 6 năm 1974, sản phẩm bán lẻ đầu tiên (gói 10 thanh kẹo cao su Juicy Fruit của Wrigley) đã được bán bằng cách sử dụng đầu đọc mã vạch tại siêu thị Marsh ở Troy, Ohio. (Gói kẹo cao su này hiện nay nằm trong Viện bảo tàng quốc gia Hoa Kỳ ở Smithsonian.)
Năm 1992, Woodland đã được trao tặng giải thưởng Huy chương công nghệ quốc gia bởi Tổng thống George H. W. Bush.
Năm 2004, Nanosys Inc. sản xuất mã vạch nano (nanobarcode) - sợi dây kích thước nano (10−9 m) chứa các phần khác nhau của Si và GexSi1-x.

## Ứng dụng
Mã vạch (và các thẻ khác mà máy có thể đọc được như RFID) được sử dụng ở những nơi mà các đồ vật cần phải đánh số với các thông tin liên quan để các máy tính có thể xử lý. Thay vì việc phải đánh một chuỗi dữ liệu vào phần nhập liệu của máy tính thì người thao tác chỉ cần quét mã vạch cho thiết bị đọc mã vạch. Chúng cũng làm việc tốt trong điều kiện tự động hóa hoàn toàn, chẳng hạn như trong luân chuyển hành lý ở các sân bay.
Các dữ liệu chứa trong mã vạch thay đổi tùy theo ứng dụng. Trong trường hợp đơn giản nhất là một chuỗi số định danh được sử dụng như là chỉ mục trong cơ sở dữ liệu trong đó toàn bộ các thông tin khác được lưu trữ. Các mã EAN-13 và UPC tìm thấy phổ biến trên hàng bán lẻ làm việc theo phương thức này.
Trong các trường hợp khác, mã vạch chứa toàn bộ thông tin về sản phẩm, mà không cần cơ sở dữ liệu ngoài. Điều này dẫn tới việc phát triển mã vạch tượng trưng mà có khả năng biểu diễn nhiều hơn là chỉ các số thập phân, có thể là bổ sung thêm các ký tự hoa và thường của bảng chữ cái cho đến toàn bộ bảng mã ký tự ASCII và nhiều hơn thế. Việc lưu trữ nhiều thông tin hơn đã dẫn đến việc phát triển của các ma trận mã (một dạng của mã vạch 2D), trong đó không chứa các vạch mà là một lưới các ô vuông. Các mã vạch cụm là trung gian giữa mã vạch 2D thực thụ và mã vạch tuyến tính, và chúng được tạo ra bằng cách đặt các mã vạch tuyến tính truyền thống trên các loại giấy hay các vật liệu có thể in mà cho phép có nhiều hàng.

## Các phương thức biểu đạt tượng trưng
Việc chuyển đổi giữa thông tin của thông điệp và mã vạch được gọi là biểu đạt tượng trưng. Các thông số trong quá trình này được mã hóa từ các số/chữ đơn lẻ của thông điệp cũng như có thể có là các dấu hiệu bắt đầu hay kết thúc thành các vạch và các khoảng trống, kích thước của vùng lặng trước và sau mã vạch cũng như việc tính toán tổng kiểm lỗi (checksum) là bắt buộc.
Các quy trình biểu đạt tượng trưng tuyến tính có thể phân loại chủ yếu theo hai thuộc tính:
- Liên tục hay Rời rạc: Các ký tự trong biểu đạt tượng trưng liên tục được tiếp giáp với nhau, với một ký tự kết thúc bằng khoảng trống và ký tự tiếp theo bắt đầu bằng vạch, hoặc ngược lại. Các ký tự trong biểu đạt tượng trưng rời rạc bắt đầu và kết thúc bằng vạch; không gian giữa các ký tự bị bỏ qua, cho đến chừng nào mà nó đủ rộng để thiết bị đọc coi như là mã kết thúc.
- Hai hay nhiều độ rộng các vạch: Các vạch và các khoảng trống trong biểu đạt tượng trưng hai độ rộng là rộng hay hẹp. Vạch rộng rộng bao nhiêu lần so với vạch hẹp không có giá trị gì đáng kể trong việc nhận dạng ký tự (thông thường độ rộng của vạch rộng bằng 2-3 lần vạch hẹp). Các vạch và khoảng trống trong biểu đạt tượng trưng nhiều độ rộng là các bội số của độ rộng cơ bản gọi là module; phần lớn các loại mã vạch này sử dụng bốn độ rộng lần lượt bằng 1, 2, 3 và 4 module.

Các mã vạch cụm chứa mã vạch tuyến tính cùng một loại nhưng được lặp lại theo chiều đứng trong nhiều hàng.
Có nhiều chủng loại mã vạch 2D. Phần lớn là các ma trận mã, nó là tập hợp các module mẫu dạng điểm hay vuông phân bổ trên lưới mẫu. Các mã vạch 2D cũng có thể có các dạng nhìn thấy khác nhau. Cùng với các mẫu vòng tròn đồng tâm, thì còn một số mã vạch 2D có sử dụng kỹ thuật in ẩn (steganography) bằng cách ẩn mảng các module khác nhau về kích thước hay hình dạng trong các hình ảnh đặc thù riêng (ví dụ như của mã vạch DataGlyph).

### Quét/tương tác tượng trưng
Các mã vạch tuyến tính là phù hợp nhất để quét bằng các thiết bị quét laser, nó quét các tia sáng ngang qua mã vạch theo một đường thẳng, đọc các lát mỏng của mã vạch theo các mẫu sáng-sẫm quy ước trước.
Các mã vạch cụm cũng rất phù hợp để quét bằng thiết bị laser, với tia laser quét nhiều lần trên mã vạch.
Các mã vạch 2D thực thụ không thể đọc bằng các thiết bị quét tia laser bởi vì không có các mẫu định sẵn để quét mà phù hợp cho việc so sánh tổng thể các ký tự trong một mã vạch. Chúng được quét và so sánh bằng các thiết bị camera bắt hình.

## Các loại mã vạch

### Mã vạch tuyến tính
Đây là thế hệ mã vạch đầu tiên, mã vạch "một chiều" được tạo thành từ các đường thẳng và khoảng không gian có độ rộng khác nhau tạo ra các mẫu cụ thể.
| Mẫu                 | Phân loại                                                                          | Liên tục hoặc rời rạc | Độ rộng     | Mục đích sử dụng |
| ------------------- | ---------------------------------------------------------------------------------- | --------------------- | ----------- | --- |
|                     | Mã bưu điện Australia                                                              | Rời rạc               | 4 bar       | Mã vạch của Bưu điện Úc được sử dụng trên thư trả lời kinh doanh đã trả tiền và được áp dụng bởi các máy phân loại tự động đến thư khác khi được xử lý ban đầu bằng mực huỳnh quang. |
| Tập tin:Codabar.svg | Codabar                                                                            | Rời rạc               | 2 bar       | Định dạng cũ được sử dụng trong thư viện và ngân hàng máu và trên hóa đơn máy bay (đã lỗi thời).                                                                                     |
|                     | Code 25 – Non-interleaved 2 of 5                                                   | Continuous            | 2 bar       | Công nghiệp |
|                     | Code 25 – Interleaved 2 of 5                                                       | Continuous            | 2 bar       | Buôn bán thương mại, thư viện. Tiêu chuẩn quốc tế ISO/IEC 16390. |
|                     | Code 11                                                                            | Rời rạc               | 2 bar       | Điện thoại (đã lỗi thời). |
|                     | Farmacode or Code 32                                                               | Rời rạc               | 2 bar       | Tiếng Ý dược - sử dụng Mã 39 (không có tiêu chuẩn quốc tế). |
|                     | Code 39                                                                            | Rời rạc               | 2 bar       | Đa mục đích - tiêu chuẩn quốc tế ISO/IEC 16388. |
|                     | Code 49                                                                            | Continuous            | Nhiều bar   | Đa mục đích. |
|                     | Code 93                                                                            | Continuous            | Nhiều bar   | Đa mục đích. |
|                     | Code 128                                                                           | Continuous            | Nhiều bar   | Đa mục đích. Tiêu chuẩn quốc tế ISO/IEC 15417. |
|                     | CPC Binary                                                                         | Rời rạc               | 2 bar       | |
|                     | DX film edge barcode                                                               | Neither               | Cao/Ngắn    | Phim in màu |
|                     | EAN 2                                                                              | Continuous            | Nhiều       | Mã bổ sung (tạp chí), GS1 đã được phê duyệt. Không phải là mã vạch riêng. Chỉ được sử dụng với EAN/UPC theo ISO/IEC 15420.                                                           |
|                     | EAN 5                                                                              | Continuous            | Nhiều       | Mã bổ sung (sách), được GS1 phê chuẩn. Không phải là mã vạch riêng. Chỉ được sử dụng với EAN/UPC theo ISO/IEC 15420.                                                                 |
|                     | EAN-8, EAN-13                                                                      | Continuous            | Nhiều       | Mã Bán lẻ trên toàn thế giới, được GS1 phê chuẩn. Tiêu chuẩn quốc tế ISO/IEC 15420.                                                                                                  |
|                     | Facing Identification Mark                                                         | Rời rạc               | Two         | Thư trả lời kinh doanh của USPS. |
|                     | GS1-128 (formerly named UCC/EAN-128), incorrectly referenced as EAN 128 và UCC 128 | Continuous            | Nhiều       | Đa mục đích, được GS1 phê chuẩn. Chỉ là một ứng dụng của Mã 128 (ISO/IEC 15417) sử dụng ANS MH10.8.2 AI Datastructures. Nó không phải là một biểu tượng riêng biệt.                  |
|                     | GS1 DataBar, formerly Reduced Space Symbology (RSS)                                | Continuous            | Nhiều       | Đa dạng, được GS1 phê duyệt. |
|                     | Intelligent Mail barcode                                                           | Rời rạc               | 4 bar       | Dịch vụ Bưu chính Hoa Kỳ, thay thế cả biểu tượng POSTNET và PLANET (trước đây có tên là OneCode).                                                                                    |
|                     | ITF-14                                                                             | Continuous            | 2           | Các mức đóng gói không bán lẻ, được GS1 phê chuẩn. Chỉ là một Mã 25 xen kẽ (ISO/IEC 16390) với một vài thông số kỹ thuật bổ sung theo Thông số kỹ thuật chung GS1.                   |
|                     | JAN                                                                                | Continuous            | Nhiều       | Được sử dụng ở Nhật Bản, tương tự và tương thích với EAN-13 (ISO/IEC 15420). |
|                     | Japan Post barcode                                                                 | Rời rạc               | 4 bar       | Bưu điện nhật bản. |
|                     | KarTrak ACI                                                                        | Rời rạc               | Bar sắc màu | Được sử dụng ở Bắc Mỹ trên thiết bị cán ray. |
|                     | MSI                                                                                | Continuous            | Two         | Được sử dụng cho giá kho và khoảng không quảng cáo. |
|                     | Pharmacode                                                                         | Rời rạc               | Two         | Bao bì dược phẩm (không có tiêu chuẩn quốc tế). |
|                     | PLANET                                                                             | Continuous            | Cao/Thấp    | Dịch vụ bưu điện Hoa Kỳ (không có tiêu chuẩn quốc tế). |
|                     | Plessey                                                                            | Continuous            | Two         | Catalog, kệ lưu trữ, hàng tồn kho (không có tiêu chuẩn quốc tế). |
|                     | PostBar                                                                            | Rời rạc               | 4 bar       | Bưu điện Canada. |
|                     | POSTNET                                                                            | Rời rạc               | Cao/Thấp    | Dịch vụ bưu điện Hoa Kỳ (không có tiêu chuẩn quốc tế). |
|                     | RM4SCC / KIX                                                                       | Rời rạc               | 4 bar       | Royal Mail/PostNL. |
|                     | RM Mailmark C                                                                      | Rời rạc               | 4 bar       | Royal Mail. |
|                     | RM Mailmark L                                                                      | Rời rạc               | 4 bar       | Royal Mail. |
|                     | Telepen                                                                            | Continuous            | Two         | Thư viện (Anh). |
|                     | Universal Product Code (UPC-A and UPC-E)                                           | Continuous            | Nhiều       | Bán lẻ trên toàn thế giới, được GS1 phê chuẩn. Tiêu chuẩn quốc tế ISO/IEC 15420. |

### Mã vạch ma trận (2 chiều)
Mã ma trận, cũng được gọi là mã vạch 2D hoặc chỉ đơn giản là mã 2D, là một cách hai chiều để thể hiện thông tin. Nó tương tự như mã vạch tuyến tính (1 chiều), nhưng có thể biểu diễn nhiều dữ liệu hơn trên một đơn vị diện tích.
| Mẫu                   | Tên                                                         | Chú thích |
| --------------------- | ----------------------------------------------------------- | --- |
|                       | Aztec Code                                                  | Được thiết kế bởi Andrew Longacre tại Welch Allyn (nay là Honeywell Scanning and Mobility). Phạm vi công cộng. Tiêu chuẩn quốc tế: ISO/IEC 24778. |
|                       | Code 1                                                      | Phạm vi công cộng. Mã số 1 hiện đang được sử dụng trong ngành chăm sóc sức khỏe cho các nhãn thuốc và ngành công nghiệp tái chế để mã hóa nội dung container để phân loại. |
|                       | ColorCode                                                   | ColorZip phát triển mã vạch màu có thể được đọc bằng điện thoại camera từ màn hình TV; chủ yếu được sử dụng ở Hàn Quốc. |
|                       | Color Construct Code                                        | Color Construct Code là một trong số ít mã vạch được thiết kế để tận dụng nhiều màu sắc. |
|                       | CrontoSign                                                  | CrontoSign (còn được gọi là photoTAN) là một mật mã trực quan chứa dữ liệu đơn hàng được mã hóa và số xác thực giao dịch. |
|                       | CyberCode                                                   | Của hãng Sony. |
|                       | d-touch                                                     | Có thể đọc được khi in trên găng tay biến dạng và kéo dài và méo. |
|                       | DataGlyphs                                                  | Từ Trung tâm Nghiên cứu Palo Alto (cũng được gọi là Xerox PARC) cấp bằng sáng chế. DataGlyphs có thể được nhúng vào một hình ảnh nửa tông màu hoặc mẫu tô bóng nền theo cách gần như vô hình, tương tự như steganography. |
|                       | Data Matrix                                                 | Từ Microscan Systems, trước đây là RVSI Acuity CiMatrix/Siemens. Phạm vi công cộng. Ngày càng được sử dụng trên khắp Hoa Kỳ. Single Matrix Data Matrix cũng được gọi là Semacode. Tiêu chuẩn quốc tế: ISO/IEC 16022. |
|                       | Datastrip Code                                              | Của công ty Datastrip. |
|                       | Digimarc Barcode                                            | Mã vạch Digimarc là mã nhận dạng duy nhất, hoặc mã, dựa trên các mẫu không thể chấp nhận được có thể áp dụng cho tài liệu tiếp thị, bao gồm bao bì, hiển thị, quảng cáo trên tạp chí, thông tư, radio và truyền hình. |
|                       | DotCode                                                     | Tiêu chuẩn hóa như AIM Dotcode Rev 3.0. Phạm vi công cộng. Được sử dụng để theo dõi từng gói thuốc lá và dược phẩm. |
|                       | Dot Code A                                                  | Còn được gọi là Philips Dot Code. Được cấp bằng sáng chế vào năm 1988. |
|                       | digital paper                                               | Giấy có hoa văn được sử dụng kết hợp với bút kỹ thuật số để tạo các tài liệu kỹ thuật số viết tay. Mẫu chấm in được xác định duy nhất tọa độ vị trí trên giấy. |
|                       | DWCode Lưu trữ ngày 16 tháng 2 năm 2017 tại Wayback Machine | Được giới thiệu bởi GS1 US và GS1 Đức, DWCode là một nhà cung cấp dữ liệu duy nhất, không thể nhận biết được lặp lại trên toàn bộ thiết kế đồ họa của một gói |
| Example of an EZcode. | EZcode                                                      | Được thiết kế để giải mã bằng cameraphones. Từ công ty ScanLife. |
|                       | High Capacity Color Barcode                                 | Phát triển bởi Microsoft, bản quyền của ISAN-IA. |
|                       | Han Xin Barcode                                             | Mã vạch được thiết kế để mã hóa các ký tự Trung Quốc được giới thiệu bởi Hiệp hội nhận dạng tự động và tính di động trong năm 2011. |
|                       | HueCode                                                     | Từ Robot Design Associates. Sử dụng màu xám hoặc màu. |
|                       | InterCode                                                   | Từ Iconlab, Inc.. Mã vạch 2D chuẩn ở Hàn Quốc. Cả ba hãng di động Hàn Quốc đều đưa chương trình quét mã này vào điện thoại di động của họ để truy cập Internet di động, như một chương trình nhúng mặc định. |
|                       | MaxiCode                                                    | Được sử dụng bởi United Parcel Service. Bây giờ là miền công cộng. |
|                       | MMCC                                                        | Được thiết kế để phổ biến nội dung điện thoại di động có dung lượng cao qua in màu hiện có và phương tiện điện tử mà không cần kết nối mạng |
|                       | NexCode                                                     | NexCode được phát triển và cấp bằng sáng chế bởi hệ thống S5. |
|                       | Nintendo e-Reader#Dot code                                  | Phát triển bởi tập đoàn Olympus để lưu trữ các bài hát, hình ảnh và mini-game cho Game Boy Advance trên thẻ giao dịch Pokémon. |
|                       | PDF417                                                      | Có nguồn gốc từ Symbol Technologies. Phạm vi công cộng. Tiêu chuẩn quốc tế: ISO/IEC 15438. |
| Qode example.         | Qode                                                        | Mã vạch 2D độc quyền và được cấp bằng sáng chế của Mỹ từ NeoMedia Technologies, Inc.. |
|                       | QR Code                                                     | Ban đầu được phát triển, được cấp bằng sáng chế và sở hữu bởi Denso Wave để quản lý linh kiện ô tô; họ đã chọn không thực hiện các quyền bằng sáng chế của họ. Có thể mã hóa các ký tự Kanji và Kana của Nhật Bản và tiếng Nhật, nhạc, hình ảnh, URL, email. De facto tiêu chuẩn cho điện thoại di động Nhật Bản. Được sử dụng với BlackBerry Messenger để nhận danh bạ thay vì sử dụng mã PIN. Loại mã được sử dụng thường xuyên nhất để quét bằng điện thoại thông minh. Phạm vi công cộng. Tiêu chuẩn quốc tế: ISO/IEC 18004. |
|                       | AR Code                                                     | Một loại điểm đánh dấu được sử dụng để đặt nội dung bên trong các ứng dụng thực tế tăng cường. Một số mã AR có thể chứa mã QR bên trong, do đó nội dung AR nội dung có thể được liên kết đến. (Xem thêm ARTag) |
|                       | ShotCode                                                    | Mã vạch tròn cho điện thoại camera. Ban đầu từ High Energy Magic Ltd trong tên Spotcode. Trước đó rất có thể được gọi là TRIPCode. |
|                       | Snapcode, also called Boo-R code                            | Được sử dụng bởi Snapchat, kính đeo mắt, v.v.. |
|                       | SPARQCode                                                   | Chuẩn mã hóa mã QR từ MSKYNET, Inc. |
|                       | VOICEYE                                                     | Được phát triển và cấp bằng sáng chế bởi VOICEYE, Inc. ở Hàn Quốc, nó nhằm mục đích cho phép người mù và khiếm thị truy cập thông tin in. Nó cũng tuyên bố là mã vạch 2D có dung lượng lưu trữ lớn nhất thế giới. |

### Hình ảnh ví dụ

Các Mã vạch thế hệ đầu đầu tiên, thế hệ thứ hai và thế hệ thứ ba
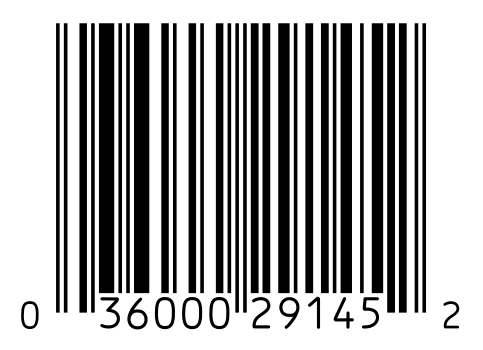
Số GTIN-12 được mã hóa trong biểu tượng mã vạch UPC-A. Chữ số đầu tiên và cuối cùng luôn được đặt bên ngoài ký hiệu để cho biết Khu vực yên tĩnh cần thiết cho máy quét mã vạch hoạt động bình thường
Mã EAN-13 (GTIN-13) được mã hóa trong biểu tượng mã vạch EAN-13. Chữ số đầu tiên luôn được đặt bên ngoài ký hiệu, chỉ báo khu vực yên tĩnh bên phải (>) được sử dụng để chỉ các Vùng Yên tĩnh cần thiết cho các máy quét mã vạch hoạt động bình thường
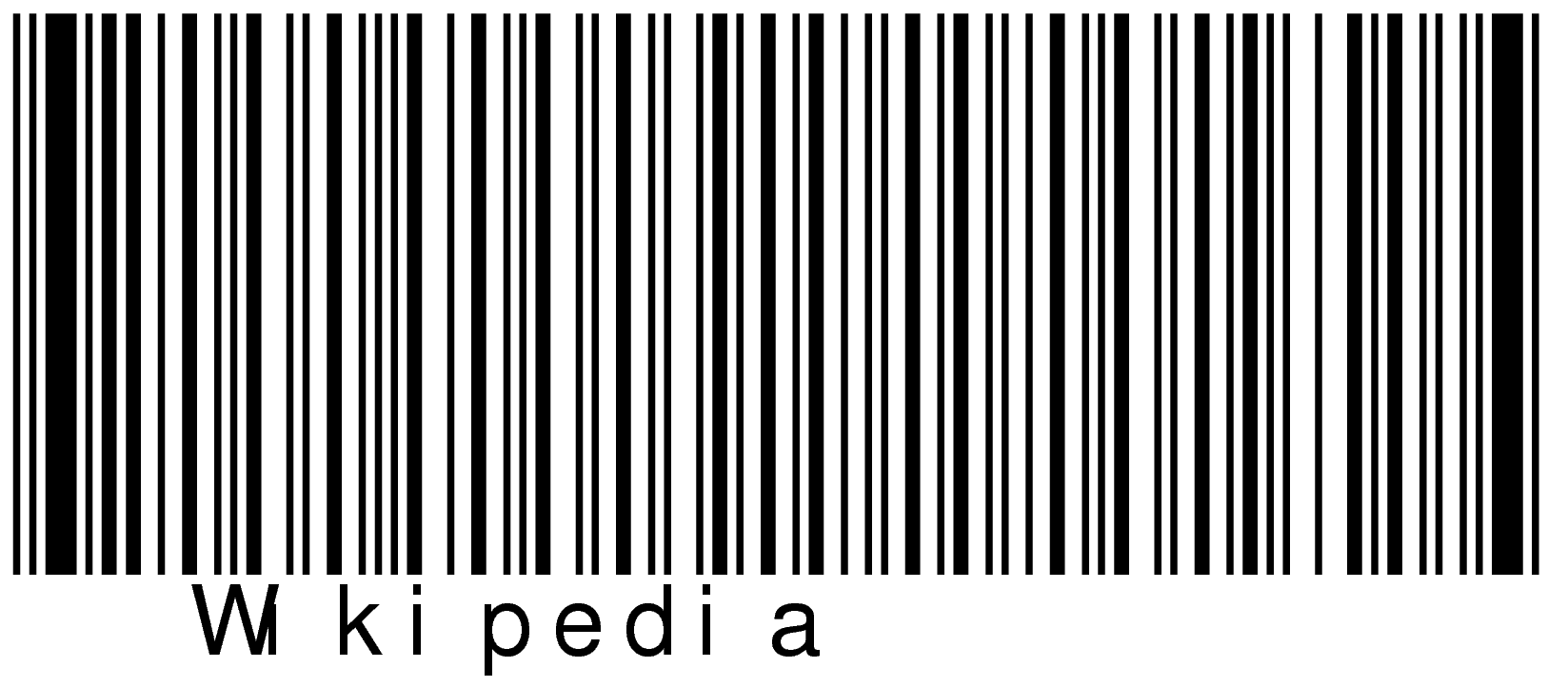
"Wikipedia" được mã hóa trong Code 93
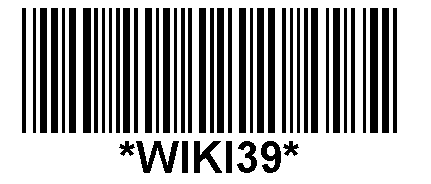
"Wikipedia" được mã hóa trong Code 39
'Wikipedia" được mã hóa bởi Code 128
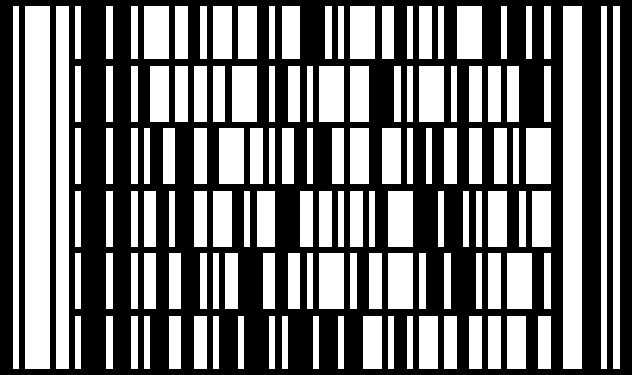
Một ví dụ về mã vạch xếp chồng lên nhau. Cụ thể là mã vạch "Codablock".
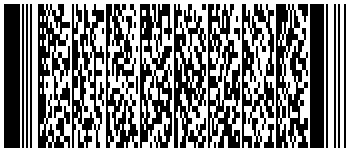
Ví dụ Code PDF417
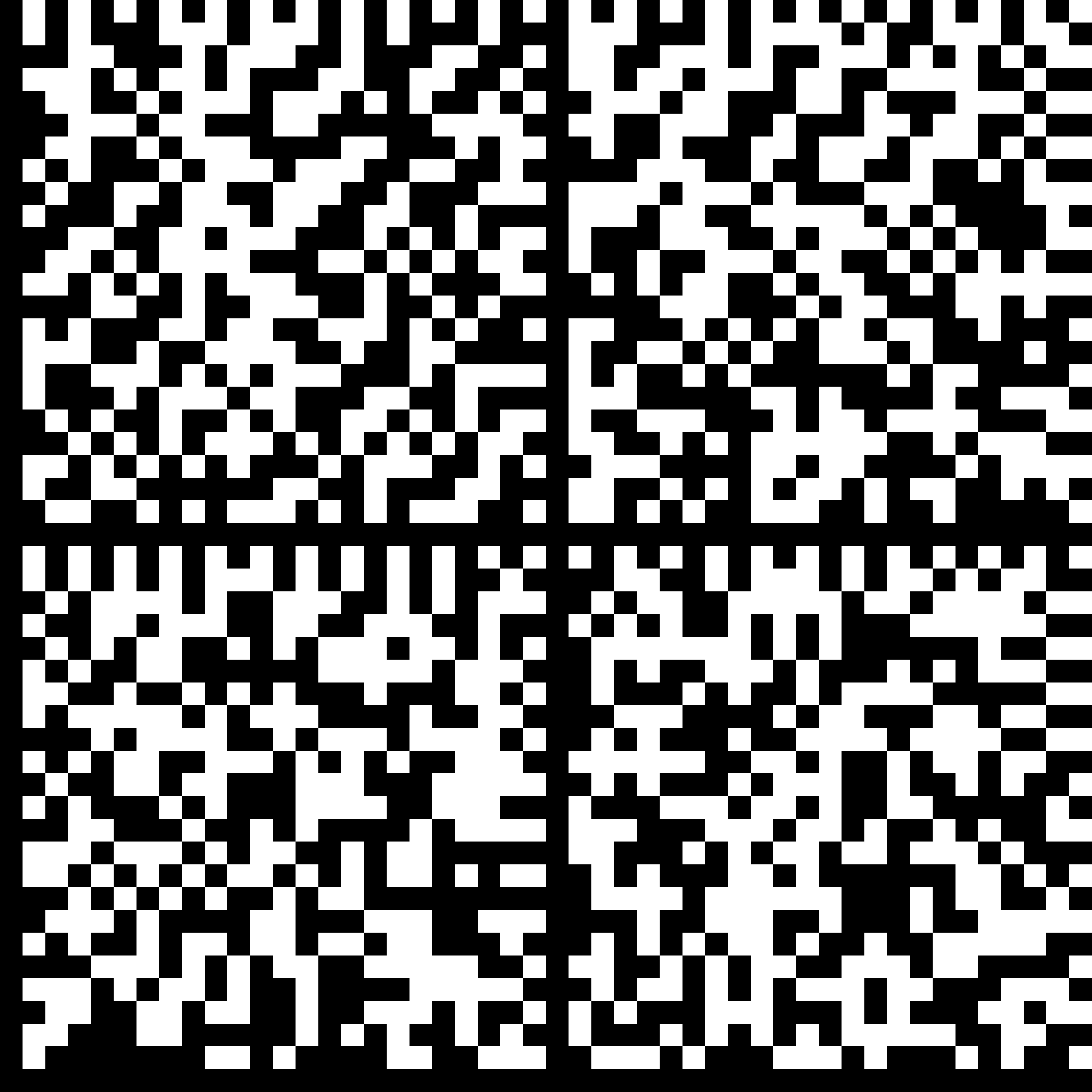
Lorem ipsum văn bản soạn sẵn như bốn phân đoạn dữ liệu ma trận 2D
"Đây là một ví dụ biểu tượng Aztec cho Wikipedia" được mã hóa trong Mã Aztec
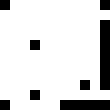
Mã 'EZcode'
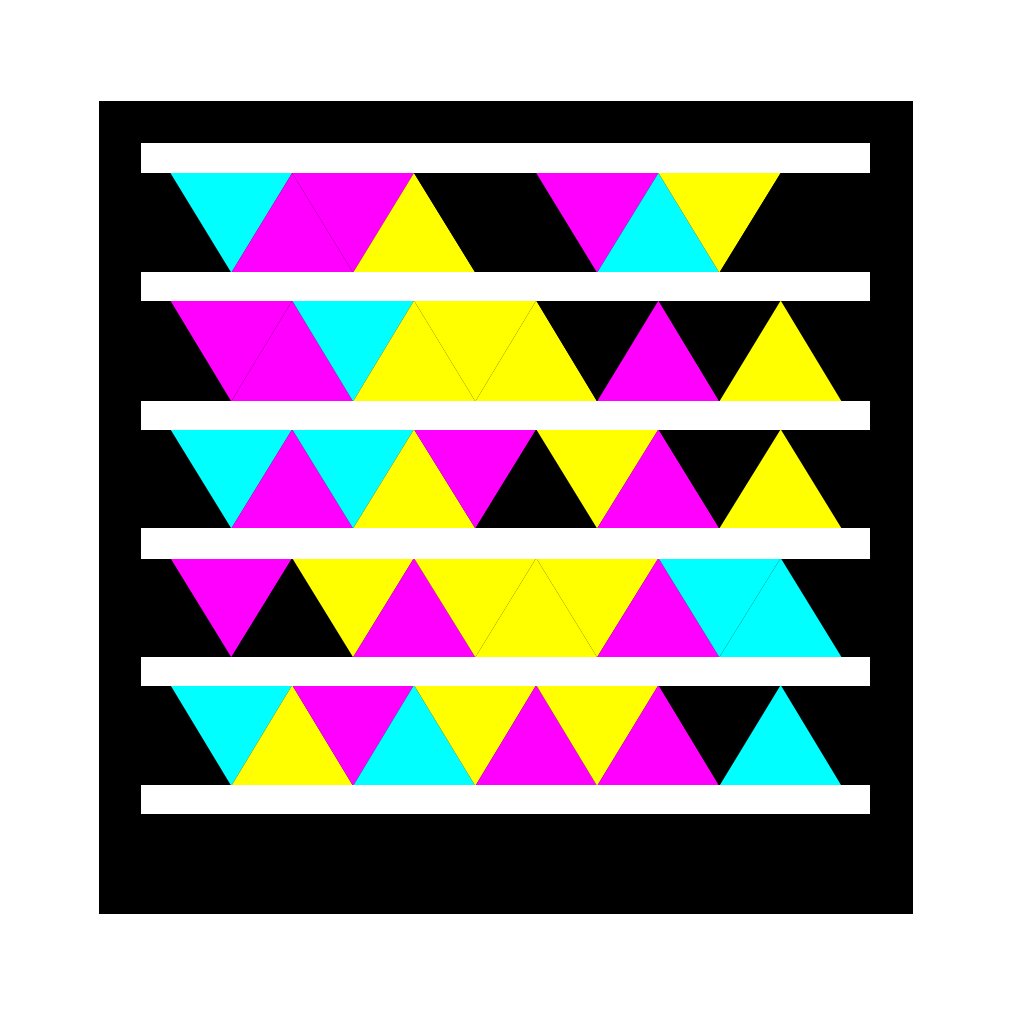
Mã vạch màu dung lượng cao của URL cho bài viết của Wikipedia về mã vạch màu dung lượng cao
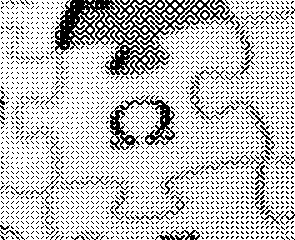
"Wikipedia, Bách khoa toàn thư miễn phí" trong một số ngôn ngữ được mã hóa trong DataGlyphs
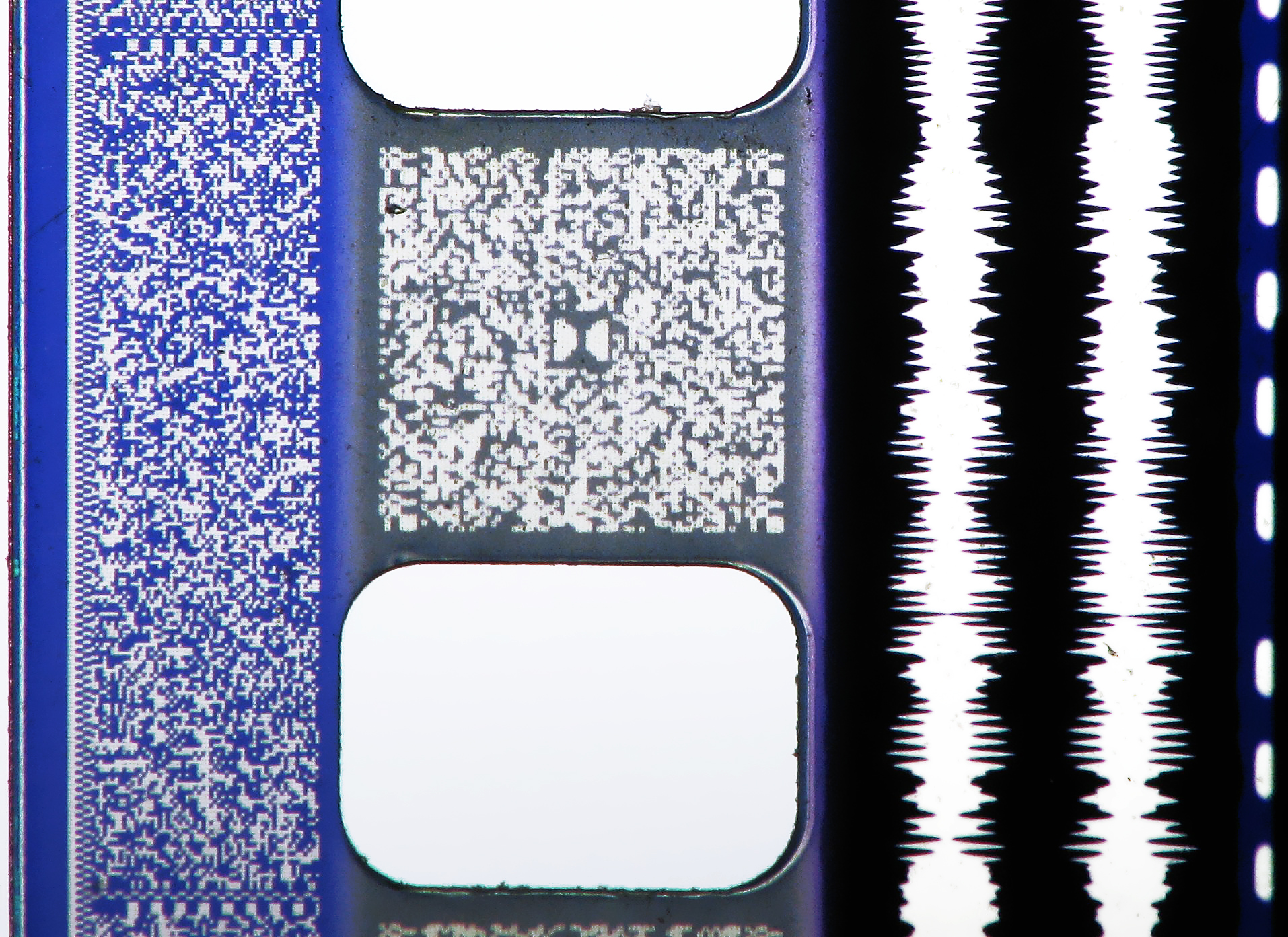
Hai mã vạch 2D khác nhau được sử dụng trong phim: Dolby Digital giữa các lỗ xích với logo "Double-D" ở giữa và âm thanh kỹ thuật số động của Sony ở khu vực màu xanh ở bên trái của các lỗ xích
Mã QR cho URL của Wikipedia. "Phản hồi nhanh", mã vạch 2D phổ biến nhất ở Nhật Bản, được Google quảng cáo. Nó được mở trong đó đặc điểm kỹ thuật được tiết lộ và bằng sáng chế không được thực hiện.[24]
Ví dụ về MaxiCode. mã hóa chuỗi: "Wikipedia, The Free Encyclopedia"
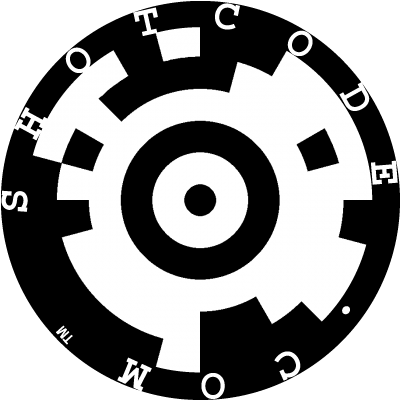
Ví dụ ShotCode
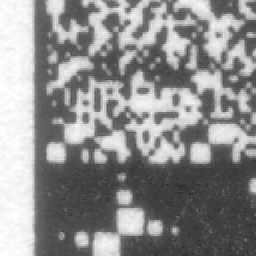
chi tiết của Twibright Optar quét từ giấy in laser, mang 32 kbit / s âm nhạc kỹ thuật số Ogg Vorbis (48 giây cho mỗi trang A4)
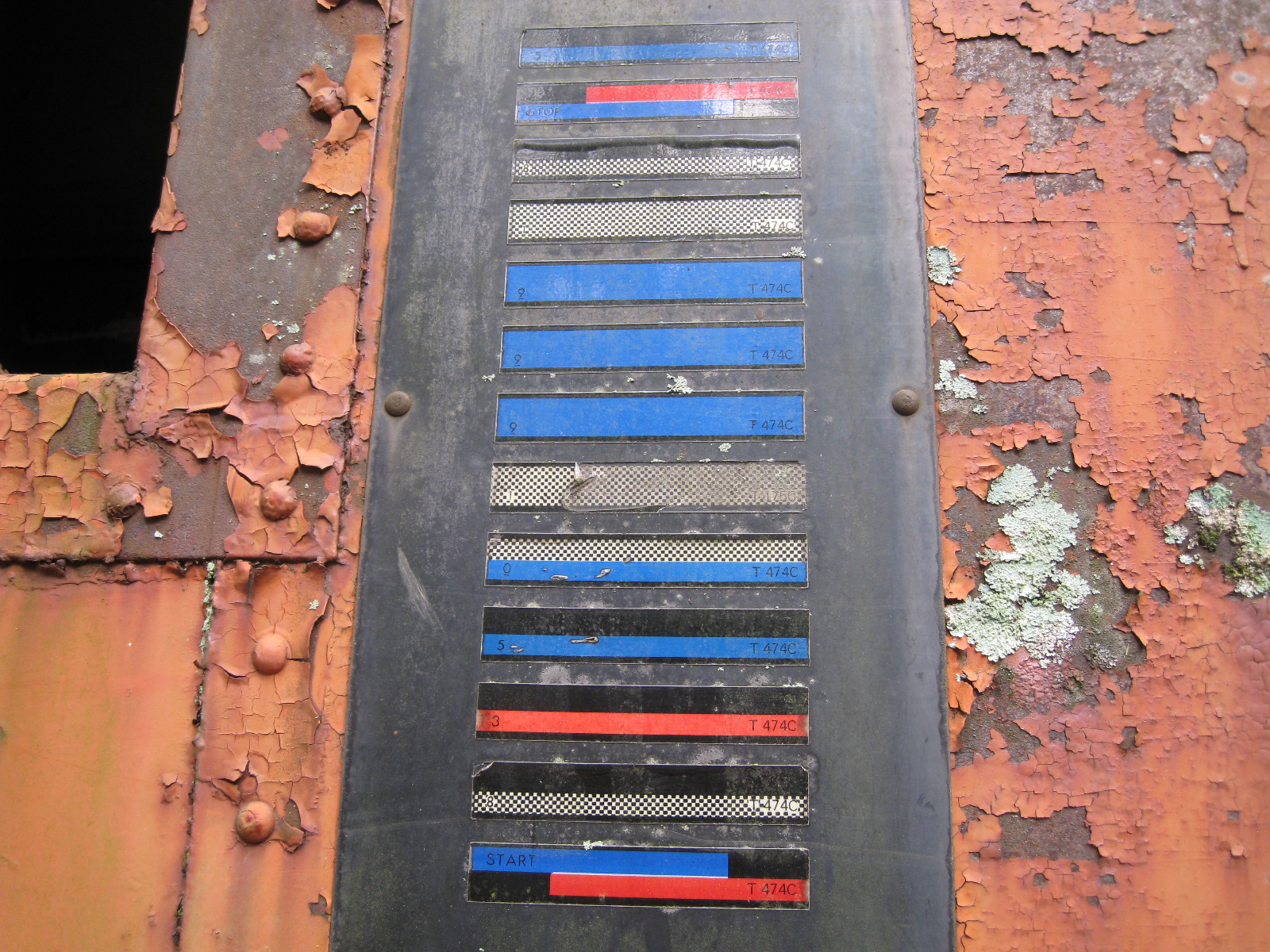
Một nhãn hiệu nhận dạng thiết bị tự động đường sắt KarTrak trên một chiếc taxi ở Florida